# 喧嘩屋右近
『喧嘩屋右近』（けんかやうこん）は、1990年代前半にテレビ東京系列で毎週金曜21:00 - 21:54(JST) に放送された、テレビ東京・松竹製作の時代劇である。

## 概要
あらゆる揉め事仲裁を生業としている剣の達人、茨右近（演 - 杉良太郎）とお弦のおしどり夫婦が、市井のいさかいから権力者の悪行まで（ただし、右近曰く「夫婦間の揉め事は請け負わない」とのこと）、さまざまな事件を解決する活躍を描く痛快時代劇。
本作の主人公、右近は悪人と対峙しても「えへぇ、えへぇ、えぇへへへぇぇ・・・・」とニタニタ笑いながら剣を振るい、恋女房のお弦は貧乏でも明るく元気に右近を支える。右近たちが些細なきっかけから揉め事に介入し大きな事件を解決するが、それが必ずしも本人たちの儲けにつながらない顛末となるエピソードが多い。儲けがあった場合も、すぐにツケの回収や壊した物の弁償等で持っていかれる。時折、依頼人に対して自分たちから餞別や祝いと称して差し出してしまうこともある。また、川に浮かんだ舟の上で手にした小判を数えているうちに、別の舟にぶつかられて持っていた小判すべてを川底へ落としてしまったこともある。
上述のように右近のコミカルなキャラクターが目立つが、一方で大名行列が登場するシーンでは時代考証に則し、一般的なテレビ時代劇に見られるような華美な行列の姿の使用を避けるなど江戸時代の風俗についてのリアリティを取り入れた演出も行われている。
元来、右近は1989年に杉良太郎主演で放映された単発の時代劇『大岡政談 魔像』（フジテレビ・松竹製作）とその原作である林不忘の小説『魔像』の登場人物の一人であり、杉が右近のキャラクターを気に入って、本作を企画したと言われ、杉自らが演出（第1,2シリーズ）や脚本（第3シリーズ）を担った回もある（詳細は#サブタイトルリストを参照）。
『大岡政談 魔像』で杉が演じた右近のキャラクターは、本作でもほぼ踏襲されている。また、『大岡政談』で藤真利子が演じたお弦の腕にある入れ墨の設定も絵柄などは異なるが第3シリーズで坂口良子が演じたお弦に引き継がれている。

## 出演
- 茨右近 - 杉良太郎
- お弦（第1、2シリーズ） - 萬田久子
- お弦（第3シリーズ） - 坂口良子
- なんでも屋（にせもの屋）の鶴吉 - 小船秋夫
- なんでも屋（にせもの屋）の亀吉（第2、3シリーズ） - 赤塚真人
- 岡っ引きの忠治 - 青木義朗
- 雪影月之丞 - 矢木沢まり

## ゲスト出演者

### 第1シリーズ
| 話数   | サブタイトル                      | ゲスト出演者 |
| ------ | --------------------------------- | --- |
| 第1話  | 「よろずもめごと買入れ候」        | 浅井円四郎：坂上忍 早瀬相模：大出俊 柿崎左門：伊藤敏八 望月丹波：内田勝正 江ノ島：玉川伊佐男 浅井源之助：山内としお 植辰：北見唯一 桶屋：有光豊 勘定方：谷口孝史 勘定方：久賀大雅 源之助の妻：吉田哲子 勝光徳 中西正 中西勇太                               |
| 第2話  | 「仲裁待ったなし!悪党裁く無双剣」 | 政吉：山本陽一 おさと：八木小織 鏑木甚八郎：宮内洋 森山潤久 中井：草川祐馬 玄蔵：上田忠好 北町同心：大竹修造 儀兵衛：楠年明 玄蔵の子分：丹野由之 玄蔵の子分：小船秋夫 玄蔵の子分：平井靖                                                                    |
| 第3話  | 「美女救出!江戸城大奥に潜入せよ」 | 藤島：葉山葉子 宮城の局：山本ゆか里 岩間総左衛門：早川保 天野長門守：灰地順 永田喜兵衛：高良隆志 丸山真穂 枝天升：牧冬吉 鶴屋茂兵衛：田畑猛雄 水野和泉守：山口幸生 真田実 鶴吉：小船秋夫 多々納斉 亀井賢二 平岡秀幸 真鍋恵子 牧野由美子 小泉菜生実 和気千枝 |
| 第4話  | 「悪の上ゆく悪い奴」              | お蝶：一色彩子 忠治：青木義朗 土蜘蛛の弥十：西田良 雪影月之丞：矢木沢まり かよの母親：紅萬子 瓦版屋：川上哲 かよ：三宅香菜 |
| 第5話  | 「盗賊狩り」                      | 岡村学 お町：中井久美子 お加代の父：坂西良太 越後屋：高桐真 勝見史郎 鞍馬の銀次：浜伸詞 同心：滝譲二 松尾勝人 鶴吉：小船秋夫 平井靖 北村千保 新海なつ 末永直美 竹村愛実 石田敬蔵 門田裕 藤井康次 石松代伍 佐東芳男                                          |
| 第6話  | 「この世から消えたい女」          | お稲の方：山本みどり 玄蕃：工藤堅太良 坂口甚兵衛：石山雄大 志織満助 山崎博之 河野実 東村元行 谷口公洋 |
| 第7話  | 「尼僧一人、八万石の大掃除」      | 白州巍：未來貴子 梅八：不破万作 梓沢藩士：下塚誠 お合の方：小川美那子 頼母：田中弘史 和泉屋：須永克彦 桶屋：有光豊 礎兵衛：浜田雄史 梓沢大和守：伊庭剛 高木：石倉英彦 坂本和子 東田達夫 藤井康次 大友淳                                                     |
| 第8話  | 「賞金稼ぎの裏の顔」              | 子三郎：石原良純 丁字屋丹兵衛：宗方勝巳 お吉：若林志穂 朝吉：吉田次昭 中村玉之丞：横尾三郎 おはつ：井上ユカリ 役人：水上保広 桃山みつる 崎津隆介 円六：中嶋俊一 越前屋：藤沢薫 丁字屋の一味：芝本正 伴勇太郎 松尾勝人 蝦名勝 赤沼晃 藤井康次 勝光徳         |
| 第9話  | 「命がけ!女金貸しの悲願」         | お駒：吉川十和子 天竺屋：中井啓輔 長庵(小寺宗十郎)：原口剛 弥七：下元年世 地廻り：井上茂 秋月：麻生敬 秋月の妻：鈴川法子 財津吉浩 おふみ：荒木恵美 |
| 第10話 | 「乗っ取り」                      | 清吉：小野進也 伊之助：森下哲夫 大黒屋の娘：西初恵 佐久間伊織：溝田繁 内藤：五十嵐義弘 大黒屋市兵衛：森下鉄朗 加藤正記 鶴吉：小船秋夫 福山龍次 平井靖 飯屋の娘：河合綾子 岡田彩未 長瀬有紀子 藤山健剛 宮沢淑郎 大道寺俊典                                   |
| 第11話 | 「連続殺人!殺し屋の罠」           | おつる：網浜直子 富之助：ひかる一平 東海屋：中田博久 名取屋：外山高士 七八：妹尾洸 三崎順之助：西園寺章雄 三崎菊乃：吉岡真由美 長崎屋：岡村嘉隆 殺し屋：福本清三 大友淳 前田光輝 殺し屋一味：田辺ひとみ                                                     |
| 第12話 | 「迷い姫、危機一髪」              | 月姫/夕姫：北原佐和子 将監：遠藤征慈 お玉の方：工藤明子 三坂左馬之助：御木裕 三杉和馬：黒田隆哉 朝霧藩主：柳原久仁夫 小田：滝譲二 桃山みつる 鶴吉：小船秋夫 田辺ひとみ 松本圭昌 滝乃：明石恵子                                                              |

### 第2シリーズ
| 話数   | サブタイトル                                         | ゲスト出演者 |
| ------ | ---------------------------------------------------- | --- |
| 第1話  | 「女房も貸します、喧嘩屋稼業」                       | 二本柳主馬：灰地順 二本柳家隠居：早川雄三 二本柳正継：幸田宗丸 沙絵姫：島崎路子 二本柳長重：田畑猛雄 主馬の用人：浜田雄史 長重の用人：加治春雄 二本柳家奥方：桃山みつる 世話役：山口幸生 正継の用人：中西宣夫 諸木淳郎 国分郁男 想野まり 松尾勝人 松本陽子 中谷由香 為重絵美 |
| 第2話  | 「仇討ち指南」                                       | 三沢菊之助：草川祐馬 吉岡外記：原口剛 良元：木村栄 東新兵衛：中嶋俊一 加茂藩主：雨笠利幸 鳴海屋宗助：芝本正 加藤正記 |
| 第3話  | 「縁切り寺、決死の道中」                             | 太田屋万蔵：河原崎建三 お久：岡本舞 夜根：崎津隆介 猿の七之助：甲斐道夫 堀端の吉五郎：柳原久仁夫 一条香織 お六：明石恵子 |
| 第4話  | 「私を捜して!消えた娘」                              | おりつ：吉野真弓 佐野屋：原田清人 お篠：内田さゆり 伊之助：山内としお お篠の母：志乃原良子 やくざ：滝譲二 和泉敬子 及川潤 藤井康次 泉千夏 |
| 第5話  | 「影武者右近、吉原潜入」                             | 阿藤海 大沢逸美 早崎文司 伊藤高 草見潤平 紅萬子 藤井康次 劔持誠 蝦名勝 藤森周一郎 |
| 第6話  | 「人相書きの男」                                     | 結城新三郎：磯部勉 雪江：伊藤美由紀 荒井主馬：椎谷建治 岩村：浜伸詞 岡っ引き：結城市朗 大塚半蔵：下元年世 住職：千葉保 熊吉：佐藤雅夫 |
| 第7話  | 「ニセ医者騒動」                                     | お役者小僧：堀内正美 珍念：志織満助 鬼分：柳原久仁夫 患者：島崎路子 患者：松田明 患者：宮本毬子 患者：木下さよ子 患者：多賀勝一 与一：大石源吾 中村嘉夫 多久納斉 髑髏の銀次：玉寄兼一郎 森本舞子 荻原郁三 番頭：河本忠夫 佐野庸子 剣持誠 |
| 第8話  | 「当たるも八卦、当たらぬも八卦」 （2時間スペシャル） | お才：五十嵐いづみ 庄次郎：山下規介 雪影月之丞：矢木沢まり 伊勢屋大三郎：中田浩二 鳴門屋徳兵衛：武内亨 久蔵：中井啓輔 大野弥一：鷲生功 大野甚之助：大竹修造 始末屋首領：岩尾正隆 長屋の男：赤沼晃 嘉兵衛：楠年明 玄庵：森下鉄朗 世話役：亀井賢二 平井靖 東田達夫 和田かつら 大野の妻：鈴川法子 お初：牧野由未子 弥一の少年時代：谷口公洋 お才の少女時代：尾布利花 忠治：青木義朗 |
| 第9話  | 「おれたちの右近先生」                               | 清瀬宗平：中丸忠雄 小峰：堀田真三 和馬：山田哲平 兵藤甚太夫：西山辰夫 和尚：徳田興人 岩木屋：溝田繁 塾生：永嶋淳 塾生：橋本光成 塾生：高橋一生 塾生：西田静志郎 鶴吉：小船秋夫 又兵衛：草木宏之 政吉：荻原郁三 三木賢治 山田裕一 赤石宗聡 佐藤京治 北野真也 吉見謙一 平井和資 高田周作 藤平涼二 安田誠 山内一良 大村友泰                                                         |
| 第10話 | 「賞金受け取り人」                                   | さと：岡まゆみ 塚本竹一郎：五代高之 中神鉄斎：梅沢昇 佐々木の配下：水上保広 内藤長一郎：関根大学 塚本小三郎：谷口公洋 佐々木：楠年明 ：山本弘 ：古今亭志ん駒 吉田：森下鉄朗 ：柳川昌和 篠田高信 麻生勍司 杉山こうへい |
| 第11話 | 「同心を殺した男」                                   | 新堂：誠直也 冬乃：鈴鹿景子 島倉美濃守雅長：松本朝生 佐伯：岡村学 野崎孫次郎：西園寺章雄 むじなの作兵衛：浜伸詞 蕎麦屋の女中：真鍋恵子 飾り火の弥兵衛：勝野賢三 長谷川直子 松尾勝人 |
| 第12話 | 「名前のない依頼人」                                 | 伊之松：下川辰平 お初：立原麻衣 雪影月之丞：矢木沢まり 家老・大里：黒部進 お重：西岡慶子 腰元：春やすこ 藤林藩主：伊庭剛 中間頭：多賀勝一 大里の配下：入江武敏 お初の少女時代：市村菜月 大里の配下：河本忠夫 |

### 第3シリーズ
| 話数   | サブタイトル                                                                          | ゲスト出演者 |
| ------ | ------------------------------------------------------------------------------------- | --- |
| 第1話  | 「花のお江戸でよろずもめごと引き受け候 女房の取り戻し方教えます」 （2時間スペシャル） | 萩尾：南條玲子 藤島：葉山葉子 弓岡：工藤明子 梶原図書：西沢利明 おきわ：繁田知里 おせつ：寺田千穂 川合大膳：伊藤高 平野伝蔵：井上博一 小西又四郎：大木聡 お八重：武田京子 滝沢：北川めぐみ 梶原の配下：関根大学 梶原数馬：高良隆志 青木辰尚 山崎美香 岩瀬浩 山本志づ世 浦野眞彦 刀屋：松田明 多々納斉 立川洋輔 雪影月之丞：矢木沢まり 忠治：青木義朗 |
| 第2話  | 「墓場の死体も引き受け候」                                                            | お陸：大塚良重 お七：古柴香織 医師玄忠：吾羽七朗 宗助：下元年世 和尚：徳田興人 酒井：西園寺章雄 魚屋：中嶋俊一 浪人：入江毅 小菊：塚本加成子 吟味与力：中西宣夫 千成屋太兵衛：浜田雄史 ：原博美 ：赤沼晃 |
| 第3話  | 「恋の指南も命がけ」                                                                  | 高倉市之進：六平直政 大垣軍兵衛：阿川藤太 お才：小野めぐみ 池内玄蕃：田中弘史 池内の配下：石倉英彦 ：亀井賢二 茶店の親父：遠山二郎 ：赤沼晃 |
| 第4話  | 「同心は殺しがお好き!?」                                                              | 陣内音弥：吉岡祐一 お藤：藤代宮奈子 荒木：坂田雅彦 与力井上：中村孝雄 紀州屋：浅田祐二 ：橋本和博 ：藤井康次 忠治：青木義朗 |
| 第5話  | 「ダメな亭主も預かります」                                                            | 小春：北原佐和子 権六：螢雪次朗 丑三の長右衛門：山本昌平 長右衛門の子分：久賀大雅 弥吉：河野実 同心：山崎博之 |
| 第6話  | 「騙されるのも仕事のうち?」                                                           | とんびのお吉：岩本千春 納戸頭・伊賀山：睦五朗 浅井小太夫：柳原久仁夫 伊賀山の配下：高見祐二 上総屋：水上保広 上総屋内儀：宮田圭子 鮎川十糸子 池田勝志 中西正 平井靖 松尾勝人 忠治：青木義朗 |
| 第7話  | 「お役人稼業は辛いもの」                                                              | 岡部丈之助：安藤一夫 雪乃：永光基乃 佐貝帯刀：黒部進 由岐田：崎津隆介 加納：武井三二 番太：結城市朗 加賀屋：玉生司郎 |
| 第8話  | 「用心棒は時間給」                                                                    | 堀左京之介長光：天田俊明 里江：吉田美江 石黒外記：早川保 長光の用人：伊庭剛 小杉孫兵衛：楠年明 土田一之丞：甲斐道夫 お優：志乃原良子 安部潮 原博美 赤沼晃 剣持誠 無僧健一 田中純弥 |
| 第9話  | 「母娘のよりも戻します」                                                              | お甲：北林早苗 お絹：青山知可子 上州屋喜助：森下哲夫 江崎梅理：時代吉二郎 伊平：梅沢昇 原博美 蝦名勝 藤井康次 鶴吉：小船秋夫 明石恵子 山崎淳子 及川佳奈 床尾賢一 |
| 第10話 | 「盗むは極楽、戻すは地獄」                                                            | 千里(万里姫)：土家里織 勝木刑部：草薙良一 沢野多聞：中井啓輔 小林壱岐守：大竹修造 麒麟堂八十助：溝田繁 偽の万里姫：西側有利子 麒麟堂番頭：日高久 勝木の配下：岡田洪志 勝木の配下：河本忠夫 |
| 第11話 | 「二人のお千代に手を出すな」                                                          | 速水典子 小袖京子 田山涼成 山内としお 芝本正 吉本真由美 真壁晋吾 岩尾正隆 諸鍛冶祐太 高木英一 及川佳奈 塩貝美沙季 小田島隆 |
| 第12話 | 「どこか怪しい右近七変化」                                                            | 石倭裕子 河原崎建三 小袖京子 名代声二郎 沢田里沙 桃山みつる 荻原紀 忠治：青木義朗 |

## 放送期間
- 第1シリーズ  1992年10月9日 - 同年12月25日
- 第2シリーズ  1993年10月8日 - 同年12月24日
- 第3シリーズ  1994年10月7日 - 同年12月23日

## サブタイトルリスト

### 第1シリーズ
| 話数   | サブタイトル                      | 脚本       | 監督       |
| ------ | --------------------------------- | ---------- | ---------- |
| 第1話  | 「よろずもめごと買入れ候」        | 渡辺善則   | 吉田啓一郎 |
| 第2話  | 「仲裁待ったなし!悪党裁く無双剣」 | 中村勝行   | 吉田啓一郎 |
| 第3話  | 「美女救出!江戸城大奥に潜入せよ」 | 渡辺善則   | 吉田啓一郎 |
| 第4話  | 「悪の上ゆく悪い奴」              | 和久田正明 | 吉田啓一郎 |
| 第5話  | 「盗賊狩り」                      | 和久田正明 | 杉良太郎   |
| 第6話  | 「この世から消えたい女」          | 渡辺善則   | 吉田啓一郎 |
| 第7話  | 「尼僧一人、八万石の大掃除」      | 渡辺善則   | 奥村正彦   |
| 第8話  | 「賞金稼ぎの裏の顔」              | 和久田正明 | 奥村正彦   |
| 第9話  | 「命がけ!女金貸しの悲願」         | 和久田正明 | 加島幹也   |
| 第10話 | 「乗っ取り」                      | 和久田正明 | 吉田啓一郎 |
| 第11話 | 「連続殺人!殺し屋の罠」           | 和久田正明 | 吉田啓一郎 |
| 第12話 | 「迷い姫、危機一髪」              | 渡辺善則   | 吉田啓一郎 |

### 第2シリーズ
| 話数   | サブタイトル                                         | 脚本       | 監督       |
| ------ | ---------------------------------------------------- | ---------- | ---------- |
| 第1話  | 「女房も貸します、喧嘩屋稼業」                       | 渡辺善則   | 吉田啓一郎 |
| 第2話  | 「仇討ち指南」                                       | 渡辺善則   | 鈴木晴之   |
| 第3話  | 「縁切り寺、決死の道中」                             | 鈴木生朗   | 鈴木晴之   |
| 第4話  | 「私を捜して!消えた娘」                              | 田村多津夫 | 鈴木晴之   |
| 第5話  | 「影武者右近、吉原潜入」                             | 渡辺善則   | 加島幹也   |
| 第6話  | 「人相書きの男」                                     | 鈴木生朗   | 加島幹也   |
| 第7話  | 「ニセ医者騒動」                                     | 鈴木智     | 杉良太郎   |
| 第8話  | 「当たるも八卦、当たらぬも八卦」 （2時間スペシャル） | 鈴木智     | 加島幹也   |
| 第9話  | 「おれたちの右近先生」                               | 田村多津夫 | 加島幹也   |
| 第10話 | 「賞金受け取り人」                                   | 東條正年   | 鈴木晴之   |
| 第11話 | 「同心を殺した男」                                   | 鈴木智     | 吉田啓一郎 |
| 第12話 | 「名前のない依頼人」                                 | 田村多津夫 | 加島幹也   |

※第8話は、再放送時、前後編に分割され放送される場合がある。

### 第3シリーズ
| 話数   | サブタイトル                                                                          | 脚本       | 監督       |
| ------ | ------------------------------------------------------------------------------------- | ---------- | ---------- |
| 第1話  | 「花のお江戸でよろずもめごと引き受け候 女房の取り戻し方教えます」 （2時間スペシャル） | 渡辺善則   | 吉田啓一郎 |
| 第2話  | 「墓場の死体も引き受け候」                                                            | 和久田正明 | 吉田啓一郎 |
| 第3話  | 「恋の指南も命がけ」                                                                  | 渡辺善則   | 吉田啓一郎 |
| 第4話  | 「同心は殺しがお好き!?」                                                              | 鈴木智     | 吉田啓一郎 |
| 第5話  | 「ダメな亭主も預かります」                                                            | 渡辺善則   | 加島幹也   |
| 第6話  | 「騙されるのも仕事のうち?」                                                           | 和久田正明 | 吉田啓一郎 |
| 第7話  | 「お役人稼業は辛いもの」                                                              | 杉良太郎   | 新村良二   |
| 第8話  | 「用心棒は時間給」                                                                    | 鈴木生朗   | 新村良二   |
| 第9話  | 「母娘のよりも戻します」                                                              | 渡辺善則   | 吉田啓一郎 |
| 第10話 | 「盗むは極楽、戻すは地獄」                                                            | 渡辺善則   | 加島幹也   |
| 第11話 | 「二人のお千代に手を出すな」                                                          | 鈴木生朗   | 新村良二   |
| 第12話 | 「どこか怪しい右近七変化」                                                            | 渡辺善則   | 吉田啓一郎 |

※第1話は、再放送時、前後編に分割され放送される場合がある。

## スタッフ
- 原案 - 林不忘「魔像」
- 企画 - 杉良太郎
- 音楽 - 丸山雅仁
- 主題歌 - 「風が吹くまま」唄：杉良太郎（テイチク）、作詞：いではく、作曲：遠藤実、編曲：丸山雅仁
- 制作協力 - 松竹京都映画
- 制作 - テレビ東京、松竹

## 前後番組
| テレビ東京 金曜21時台           | テレビ東京 金曜21時台     | テレビ東京 金曜21時台               |
| 前番組                          | 番組名                    | 次番組                              |
| ------------------------------- | ------------------------- | ----------------------------------- |
| あばれ八州御用旅（第3シリーズ） | 喧嘩屋右近（第1シリーズ） | 付き馬屋おえん事件帳（第2シリーズ） |
| テレビ東京 金曜21時台           |                           |                                     |
| 月影兵庫あばれ旅（再放送）      | 喧嘩屋右近（第2シリーズ） | 付き馬屋おえん事件帳（再放送）      |
| テレビ東京 金曜21時台           |                           |                                     |
| 江戸中町奉行所（再放送）        | 喧嘩屋右近（第3シリーズ） | お助け同心が行く!（再放送）         |